# Chrystian e Ralf
Chrystian e Ralf est un groupe brésilien de rock, originaire de Morrinhos, Goiás, actif entre 1982 et 2021. Il est formé par les frères José Pereira da Silva Neto (3 novembre 1956 - 19 juin 2024), artistiquement connu sous le nom de Chrystian, et Ralf Richardson da Silva,. Le duo est célèbre pour le son aigu de ses chansons et est reconnu comme le « duo le plus en phase du Brésil ».

## Histoire

### Débuts et succès
Chrystian e Ralf chantent depuis l'enfance. Ils sont les fils d'Eunice Jesus Silva et de Mário Pereira da Silva,. Avant de former le duo, Chrystian chantait en anglais et enregistre une chanson pour la telenovela Cavalo de Aço en 1973, Don't Say Goodbye,. Le premier album du duo sort en 1983 et leur vaut leur premier disque d'or
En 1993, Chrystian e Ralf participent à la tournée Viajantes da Canção pour montrer qu'ils ne chantent pas seulement de la musique sertaneja, mais aussi de l'opéra, notamment Elis Regina et Dalva de Oliveira. Reconnu au niveau national et international, il est le premier duo de country à enregistrer en format CD et le premier duo à vendre un million d'exemplaires de disques 33 tours, ce qui est considéré comme un exploit historique en 1988 et 1990, un exploit uniquement réalisé par le chanteur Roberto Carlos. Ils enregistrent également un CD en espagnol en 1989 qui s'est vendu à 500 000 exemplaires. Ils connaissent le succès dans toute l'Amérique latine et se sont produits à plusieurs reprises aux États-Unis, avec des concerts devant un public de 70 000 spectateurs.
Le duo se rend célèbre par la présence de plusieurs chansons dans les bandes-son de telenovelas diffusées sur TV Globo, SBT et TV Record. Le CD de la seule bande-son de O Rei do Gado, sorti en 1996 avec la chanson Mia Gioconda, avec Agnaldo Rayol, se vend à plus d'un million d'exemplaires, ce qui a conduit le duo à enregistrer un clip en Italie et à remporter une médaille pour le thème. Ils ont également connu un grand succès au Portugal, où ils se produisent.
Le duo fait partie du « quintette d'or du sertanejo », car il a toujours figuré parmi les cinq meilleurs duos du Brésil, plusieurs chansons ayant été réenregistrées par des duos et des chanteurs du « sertanejo universitário ».

### Séparation
En 2000, le duo se sépare et sort ses propres albums. Chrystian sort un album d'inédits, intitulé Beijo Final, avec deux chansons qui seront réenregistrées des années plus tard : Tá no Meu Coração, par Edson e Hudson en 2005 sur l'album Galera Coração, et Foi Só Engano (le seul single de l'album) par Zezé Di Camargo e Luciano en 2006 sur l'album Diferente. Ralf sort un album avec des réenregistrements de tubes de musique country, mais tous en italien, intitulé Solo Italiano.
En 2001, le duo fait son retour avec l'album De Volta. En 2021, le duo annonce sa séparation définitive et chacun poursuit sa carrière en solo,,. Chrystian confirme une tournée solo intitulée Romance, tandis que son frère Ralf entame un projet avec le chanteur Eduardo Costa intitulé Mitos,. En 2005, le duo sort l'album Chrystian e Ralf, le premier enregistré en SMD, qui se vend à 200 000 exemplaires en huit jours et obtient un disque de platine en trois semaines. Selon Ralf, le SMD serait une arme dans la lutte contre le piratage des CD, mais les grands labels préfèrent continuer à publier des CD, ce qui l'amène à vendre le brevet à une société intéressée par l'idée,.
Ce format de stockage audio inventé par Ralf, le Semi Metalic Disk, comme le Semi Metalic Disk Video, est un CD dont le prix est inférieur à celui des CD conventionnels, environ 5 BRL pour un CD et 8 BRL pour un DVD,.

## Distinctions et ventes
Ils comptent 20 disques d'or, 32 compilations et 2 DVD acoustiques, ainsi que des vidéos indépendantes appelées « pocket shows ». Ils comptent 15 disques d'or, 9 disques de platine, 2 triples disques de platine, 4 disques de diamant en 1988, 1989, 1992, 1993 et 1 disque de diamant avec la bande originale des telenovelas O Rei do Gado et O Rei do Gado 2 de TV Globo en 1996, avec la chanson Mia Gioconda, avec Agnaldo Rayol, pour un total de plus d'un million d'exemplaires vendus.
Si l'on tient compte des LP, CD, DVD, SMD (Semi Metalic Disk) et compilations, le duo compte plus de 15 millions d'exemplaires vendus, sans compter les millions de visites de ses vidéos de poche sur YouTube. Bien que les chiffres certifiés par ABPD n'aient commencé qu'en 1990, il s'agirait de calculs approximatifs. Chrystian e Ralf ont réalisé quelques œuvres indépendantes sans grands labels, publiées au format SMD, créé par Ralf, pour concurrencer à armes égales les prix des « CD pirates », mais les grandes maisons de disques n'ont pas accepté. En 2017, le duo lance le Pocket Show 3 sur sa chaîne YouTube, qui est l'émission de poche la plus regardée du duo. Le duo adopte cette stratégie pour faire plaisir à ses fans avec ses succès. En l'espace de deux semaines, Pocket 3 compte déjà 6 millions de vues.

## Discographie

### Albums studio
- 1983 : Quebradas da Noite
- 1984 : Noite de Tortura
- 1985 : Camisa Manchada
- 1986 : Chrystian e Ralf
- 1987 : Ausência
- 1988 : Saudade
- 1988 : En Español
- 1989 : Nova York
- 1991 : Bijuteria
- 1992 : O Que Tiver Que Vir Virá
- 1993 : Loucura Demais
- 1995 : Prazer por Prazer
- 1996 : Sozinho em Nova York
- 1998 : Acústico
- 1999 : Estação Paraíso
- 2001 : De Volta
- 2002 : Viajando pelo Brasil
- 2004 : Acústico DVD
- 2004 : Chrystian e Ralf
- 2007 : Acústico 2
- 2010 : Para Sempre Irmãos
- 2011 : Volume 19
- 2013 : Pocket Show
- 2015 : Pocket Show 2
- 2017 : Pocket Show 3
- 2018 : Pocket Show IV